# Arafat Djako
Arafat Djako né le 10 novembre 1988, est un footballeur international togolais.

## Biographie

### Carrière en club
Djako a commencé sa carrière dans la jeunesse de l'AC Merlan, a été à l'hiver 2007 promu en équipe première, ici joué entre le 1er juillet 2008 puis rejoint le meilleur club ghanéen Ashanti Gold SC, en 2009, il a rejoint le club israélien de Bnei Sakhnin à la fin de cette saison qu'il a vendu à un autre club israélien Hapoël Acre,.
Le 8 septembre 2012, il a été annoncé que Djako avait rejoint l'Inter Bakou sur un transfert gratuit.
Le 19 mars 2014, Djako a signé pour Dacia Chișinău un contrat de deux ans après une courte période d'essai,.

### Carrière internationale
Djako a joué ses débuts pour l'équipe nationale du Togo le 10 septembre 2008 contre la Zambie  et sa deuxième convocation a eu lieu le 28 mars 2009 pour le match contre le Cameroun lors des qualifications pour la Coupe du monde de football 2010.